# Plano de Minkowski
En matemáticas, un plano de Minkowski (llamado así por el matemático alemán Hermann Minkowski (1864-1909)) es uno de los planos de Benz (los otros dos son el plano de Möbius y el plano de Laguerre).

## Plano de Minkowski real clásico

Plano de Minkowski clásico: modelo 2d/3d

Aplicando la distancia pseudoeuclídea {\displaystyle d(P_{1},P_{2})=(x'_{1}-x'_{2})^{2}-(y'_{1}-y'_{2})^{2}} a dos puntos {\displaystyle P_{i}=(x'_{i},y'_{i})} (en lugar de la distancia euclídea), se obtiene la geometría de las hipérbolas, porque una circunferencia pseudoeuclídea {\displaystyle \{P\in \mathbb {R} ^{2}\mid d(P,M)=r\}} es una hipérbola con punto medio {\displaystyle M}.
Mediante una transformación de coordenadas {\displaystyle x_{i}=x'_{i}+y'_{i}}, {\displaystyle y_{i}=x'_{i}-y'_{i}}, la distancia pseudoeuclídea se puede reescribir como {\displaystyle d(P_{1},P_{2})=(x_{1}-x_{2})(y_{1}-y_{2})}. Las hipérbolas tienen entonces asíntotas paralelas a los ejes de coordenadas denotados sin comilla (es decir, a x e y; y no a x'  e y' ).
La siguiente completación (véase plano de Möbius y plano de Laguerre) homogeneiza la geometría de las hipérbolas:
- El conjunto de puntos:

{\displaystyle {\mathcal {P}}:=\left(\mathbb {R} \cup \left\{\infty \right\}\right)^{2}=\mathbb {R} ^{2}\cup \left(\left\{\infty \right\}\times \mathbb {R} \right)\cup \left(\mathbb {R} \times \left\{\infty \right\}\right)\ \cup \left\{\left(\infty ,\infty \right)\right\}\ ,\ \infty \notin \mathbb {R} ,}
- El conjunto de ciclos:

{\displaystyle {\begin{aligned}{\mathcal {Z}}:={}&\left\{\left\{\left(x,y\right)\in \mathbb {R} ^{2}\mid y=ax+b\right\}\cup \left\{\left(\infty ,\infty \right)\right\}\mid a,b\in \mathbb {R} ,a\neq 0\right\}\\&\quad \cup \left\{\left\{\left(x,y\right)\in \mathbb {R} ^{2}\mid y={\frac {a}{x-b}}+c,x\neq b\right\}\cup \left\{\left(b,\infty \right),\left(\infty ,c\right)\right\}\mid a,b,c\in \mathbb {R} ,a\neq 0\right\}.\end{aligned}}}
La estructura de incidencia {\displaystyle ({\mathcal {P}},{\mathcal {Z}},\in )} se llama plano de Minkowski real clásico.
El conjunto de puntos consta de {\displaystyle \mathbb {R} ^{2}}, dos copias de {\displaystyle \mathbb {R} } y el punto {\displaystyle (\infty ,\infty )}.
Cualquier línea recta {\displaystyle y=ax+b,a\neq 0} se completa con el punto {\displaystyle (\infty ,\infty )}; y cualquier hipérbola {\displaystyle y={\frac {a}{x-b}}+c,a\neq 0} se completa con los dos puntos {\displaystyle (b,\infty ),(\infty ,c)} (véase la figura).
Dos puntos {\displaystyle (x_{1},y_{1})\neq (x_{2},y_{2})} no pueden conectarse mediante un ciclo si y solo si {\displaystyle x_{1}=x_{2}} o {\displaystyle y_{1}=y_{2}}.
Se define entonces:
- Dos puntos {\displaystyle P_{1},P_{2}} son (+)-paralelos ({\displaystyle P_{1}\parallel _{+}P_{2}}) si {\displaystyle x_{1}=x_{2}} y (-)-paralelos ({\displaystyle P_{1}\parallel _{-}P_{2}}) si {\displaystyle y_{1}=y_{2}}.

Ambas son relaciones de equivalencia en el conjunto de puntos.
- Dos puntos {\displaystyle P_{1},P_{2}} se llaman paralelos ({\displaystyle P_{1}\parallel P_{2}}) si {\displaystyle P_{1}\parallel _{+}P_{2}} o {\displaystyle P_{1}\parallel _{-}P_{2}}.

De la definición anterior, se deduce que:
Lema:
- Para cualquier par de puntos no paralelos {\displaystyle A,B} existe exactamente un punto {\displaystyle C} con {\displaystyle A\parallel _{+}C\parallel _{-}B}.
- Para cualquier punto {\displaystyle P} y cualquier ciclo {\displaystyle z} hay exactamente dos puntos {\displaystyle A,B\in z} con {\displaystyle A\parallel _{+}P\parallel _{-}B}.
- Para tres puntos cualesquiera {\displaystyle A}, {\displaystyle B}, {\displaystyle C}, no paralelos dos a dos, hay exactamente un ciclo {\displaystyle z} que contiene {\displaystyle A,B,C}.
- Para cualquier ciclo {\displaystyle z}, cualquier punto {\displaystyle P\in z} y cualquier punto {\displaystyle Q,P\not \parallel Q} y {\displaystyle Q\notin z} existe exactamente un ciclo {\displaystyle z'} tal que {\displaystyle z\cap z'=\{P\}}, es decir, {\displaystyle z} toca a {\displaystyle z'} en el punto P.

Al igual que los planos clásicos de Möbius y Laguerre, los planos de Minkowski pueden describirse como la geometría de secciones planas de una cuádrica adecuada. Pero en este caso, la cuádrica se define en un espacio tridimensional 'proyectivo: el plano real clásico de Minkowski es isomorfo a la geometría de las secciones planas de un hiperboloide (cuádrica no degenerada de índice 2).

## Axiomas de un plano de Minkowski
Sea {\displaystyle \left({\mathcal {P}},{\mathcal {Z}};\parallel _{+},\parallel _{-},\in \right)} una estructura de incidencia con el conjunto {\displaystyle {\mathcal {P}}} de puntos, el conjunto {\displaystyle {\mathcal {Z}}} de ciclos y dos relaciones de equivalencia {\displaystyle \parallel _{+}} ((+)-paralela) y {\displaystyle \parallel _{-}} ((-)-paralela) en el conjunto {\displaystyle {\mathcal {P}}}. Para {\displaystyle P\in {\mathcal {P}}}, se define:
{\displaystyle {\overline {P}}_{+}:=\left\{Q\in {\mathcal {P}}\mid Q\parallel _{+}P\right\}} y {\displaystyle {\overline {P}}_{-}:=\left\{Q\in {\mathcal {P}}\mid Q\parallel _{-}P\right\}}.
Una clase de equivalencia {\displaystyle {\overline {P}}_{+}} o {\displaystyle {\overline {P}}_{-}} se denomina (+)-generador y (-)-generador, respectivamente (para el modelo espacial del plano clásico de Minkowski, un generador es una línea sobre el hiperboloide).
Dos puntos {\displaystyle A,B} se llaman paralelos ({\displaystyle A\parallel B}) si son {\displaystyle A\parallel _{+}B} o {\displaystyle A\parallel _{-}B}.
Una estructura de incidencia {\displaystyle {\mathfrak {M}}:=({\mathcal {P}},{\mathcal {Z}};\parallel _{+},\parallel _{-},\in )} se denomina plano de Minkowski si se cumplen los siguientes axiomas:

Axiomas de Minkowski c1-c2

Axiomas de Minkowski c3-c4

- C1: Para cualquier par de puntos no paralelos {\displaystyle A,B} existe exactamente un punto {\displaystyle C} con {\displaystyle A\parallel _{+}C\parallel _{-}B}.
- C2: Para cualquier punto {\displaystyle P} y cualquier ciclo {\displaystyle z} existen exactamente dos puntos {\displaystyle A,B\in z} con {\displaystyle A\parallel _{+}P\parallel _{-}B}.
- C3: Para tres puntos cualesquiera {\displaystyle A,B,C}, no paralelos dos a dos, hay exactamente un ciclo {\displaystyle z} que contiene {\displaystyle A,B,C}.
- C4: Para cualquier ciclo {\displaystyle z}, cualquier punto {\displaystyle P\in z} y cualquier punto {\displaystyle Q,P\not \parallel Q} y {\displaystyle Q\notin z} existe exactamente un ciclo {\displaystyle z'} tal que {\displaystyle z\cap z'=\{P\}}, es decir, {\displaystyle z} toca a {\displaystyle z'} en el punto {\displaystyle P}.
- C5: Cualquier ciclo contiene al menos 3 puntos. Existe al menos un ciclo {\displaystyle z} y un punto {\displaystyle P} que no está en {\displaystyle z}.

También se establecen otras declaraciones sobre clases paralelas (equivalentes a C1 y C2 respectivamente):
- C1': Para dos puntos cualesquiera {\displaystyle A,B} se tiene que {\displaystyle \left|{\overline {A}}_{+}\cap {\overline {B}}_{-}\right|=1}.
- C2': Para cualquier punto {\displaystyle P} y cualquier ciclo {\displaystyle z} se tiene que: {\displaystyle \left|{\overline {P}}_{+}\cap z\right|=1=\left|{\overline {P}}_{-}\cap z\right|}.

Las primeras consecuencias de los axiomas son:
| Lema Para un plano de Minkowski {\displaystyle {\mathfrak {M}}} se cumple lo siguiente: • Cualquier punto está contenido en al menos un ciclo. • Cualquier generador contiene al menos 3 puntos. • Dos puntos pueden estar conectados mediante un ciclo si y sólo si no son paralelos. |

De manera análoga a los planos de Möbius y Laguerre, se obtiene la conexión con la geometría del plano lineal a través de los residuos.
Para un plano de Minkowski {\displaystyle {\mathfrak {M}}=({\mathcal {P}},{\mathcal {Z}};\parallel _{+},\parallel _{-},\in )} y {\displaystyle P\in {\mathcal {P}}} se define la estructura local
{\displaystyle {\mathfrak {A}}_{P}:=({\mathcal {P}}\setminus {\overline {P}},\{z\setminus \{{\overline {P}}\}\mid P\in z\in {\mathcal {Z}}\}\cup \{E\setminus {\overline {P}}\mid E\in {\mathcal {E}}\setminus \{{\overline {P}}_{+},{\overline {P}}_{-}\}\},\in )}, que se denomina residuo en el punto P.
Para el plano clásico de Minkowski, {\displaystyle {\mathfrak {A}}_{(\infty ,\infty )}} es el plano afín real {\displaystyle \mathbb {R} ^{2}}.
Una consecuencia inmediata de los axiomas C1 a C4 y C1′, C2′ son los dos teoremas siguientes.
| Para un plano de Minkowski {\displaystyle {\mathfrak {M}}=({\mathcal {P}},{\mathcal {Z}};\parallel _{+},\parallel ,\in )}, cualquier residuo es un plano afín. |

| Sea {\displaystyle {\mathfrak {M}}=({\mathcal {P}},{\mathcal {Z}};\parallel _{+},\parallel _{-},\in )} una estructura de incidencia con dos relaciones de equivalencia {\displaystyle \parallel _{+}} y {\displaystyle \parallel _{-}} en el conjunto {\displaystyle {\mathcal {P}}} de puntos (véase arriba). Entonces, {\displaystyle {\mathfrak {M}}} es un plano de Minkowski si y sólo si para cualquier punto {\displaystyle P} el residuo {\displaystyle {\mathfrak {A}}_{P}} es un plano afín |

### Modelo mínimo

Plano de Minkowski: modelo mínimo

El modelo mínimo de un plano de Minkowski se puede establecer sobre el conjunto {\displaystyle {\overline {K}}:=\{0,1,\infty \}} de tres elementos:
{\displaystyle {\mathcal {P}}:={\overline {K}}^{2}}
{\displaystyle {\begin{aligned}{\mathcal {Z}}:\!&=\left\{\{(a_{1},b_{1}),(a_{2},b_{2}),(a_{3},b_{3})\}\mid \{a_{1},a_{2},a_{3}\}=\{b_{1},b_{2},b_{3}\}={\overline {K}}\right\}\\&=\{\{(0,0),(1,1),(\infty ,\infty )\},\;\{(0,0),(1,\infty ),(\infty ,1)\},\\&\qquad \{(0,1),(1,0),(\infty ,\infty )\},\;\{(0,1),(1,\infty ),(\infty ,0)\},\\&\qquad \{(0,\infty ),(1,1),(\infty ,0)\},\;\{(0,\infty ),(1,0),(\infty ,1)\}\}\end{aligned}}}
En cuanto a los puntos paralelos, se tiene que:
- {\displaystyle (x_{1},y_{1})\parallel _{+}(x_{2},y_{2})} si y solo si {\displaystyle x_{1}=x_{2}}
- {\displaystyle (x_{1},y_{1})\parallel _{-}(x_{2},y_{2})} si y solo si {\displaystyle y_{1}=y_{2}}.

De ahí que {\displaystyle \left|{\mathcal {P}}\right|=9} y {\displaystyle \left|{\mathcal {Z}}\right|=6}.

### Planos finitos de Minkowski
Para planos de Minkowski finitos, se obtiene de C1′ y C2′:
| Lema Sea {\displaystyle {\mathfrak {M}}=({\mathcal {P}},{\mathcal {Z}};\parallel _{+},\parallel _{-},\in )} un plano de Minkowski finito, por ejemplo {\displaystyle \left\|{\mathcal {P}}\right\|<\infty }. Para cada par de ciclos {\displaystyle z_{1},z_{2}} y para cada par de generadores {\displaystyle e_{1},e_{2}} se tiene que: {\displaystyle \left\|z_{1}\right\|=\left\|z_{2}\right\|=\left\|e_{1}\right\|=\left\|e_{2}\right\|}. |

Esto da lugar a la siguiente definición:
- Para un plano finito de Minkowski {\displaystyle {\mathfrak {M}}} y un ciclo {\displaystyle z} de {\displaystyle {\mathfrak {M}}}, el número entero {\displaystyle n=\left|z\right|-1} se denomina el orden de {\displaystyle {\mathfrak {M}}}.

Consideraciones combinatorias simples permiten deducir que:
| Lema Para un plano de Minkowski finito {\displaystyle {\mathfrak {M}}=({\mathcal {P}},{\mathcal {Z}};\parallel _{+},\parallel _{-},\in )} se cumple que: • Cualquier residuo (plano afín) tiene orden {\displaystyle n} • {\displaystyle \left\|{\mathcal {P}}\right\|=(n+1)^{2}} • {\displaystyle \left\|{\mathcal {Z}}\right\|=(n+1)n(n-1)} |

## Planos de Minkowski miquelianos
Los ejemplos más relevantes de planos de Minkowski se obtienen generalizando el modelo real clásico: simplemente, basta con reemplazar {\displaystyle \mathbb {R} } por un cuerpo {\displaystyle K} arbitrario y se obtiene en cualquier caso un plano de Minkowski {\displaystyle {\mathfrak {M}}(K)=({\mathcal {P}},{\mathcal {Z}};\parallel _{+},\parallel _{-},\in )}.
De manera análoga a los planos de Möbius y de Laguerre, el teorema de Miquel es una propiedad característica de un plano de Minkowski {\displaystyle {\mathfrak {M}}(K)}.
Teorema (Miquel):

Teorema de Miquel

- Para el plano de Minkowski {\displaystyle {\mathfrak {M}}(K)} se cumple lo siguiente:

Si para cualquier 8 puntos no paralelos dos a dos {\displaystyle P_{1},...,P_{8}} que se pueden asignar a los vértices de un cubo de manera que los puntos en 5 caras correspondan a cuadrupletes concíclicos, entonces el sexto cuadruplete de puntos también es concíclico (para una mejor visión general en la figura se han empleado circunferencias en lugar de hipérbolas).
Teorema (Chen):
- Solo un plano de Minkowski {\displaystyle {\mathfrak {M}}(K)} satisface el teorema de Miquel.

Debido a este último teorema, {\displaystyle {\mathfrak {M}}(K)} se denomina plano miqueliano de Minkowski.
Observación:
El modelo mínimo de un plano de Minkowski es miqueliano.
Es isomorfo al plano de Minkowski {\displaystyle {\mathfrak {M}}(K)} con {\displaystyle K=\operatorname {GF} (2)} (campo {\displaystyle \{0,1\}}).
Un resultado sorprendente es que:
Teorema (Heise):
- Cualquier plano de Minkowski de orden par es miqueliano.

Observación:
Una proyección estereográfica adecuada muestra que {\displaystyle {\mathfrak {M}}(K)} es isomorfo a la geometría de las secciones planas en un hiperboloide de una hoja (cuádrica de índice 2) en el 3-espacio proyectivo sobre el campo {\displaystyle K}.
Observación:
Hay muchos planos de Minkowski que no son miquelianos (véase el enlace web que figura a continuación). Pero no existen planos ovoidales de Minkowski, a diferencia de lo que sucede con los planos de Möbius y de Laguerre, dado que cualquier conjunto cuadrático de índice 2 en el espacio tridimensional proyectivo es una cuádrica (véase conjunto cuadrático).